# Andrej Andrejevitj Nartov
Andrej Andrejevitj Nartov, född 1736, död 1813, var en rysk mineralog och författare; son till Andrej Konstantinovitj Nartov.
Nartov var en av det frivilliga ekonomiska sällskapets grundläggare, deltog i 1767 års "lagberedning" (ulozjenie), blev president i det ryska bergskollegiet och 1801 president i Ryska akademien. Han invaldes 1797 som utländsk ledamot av svenska Vetenskapsakademien.
Nartovs mineralogiska skrifter samt några tal och oden publicerades i ryska Vetenskapsakademiens handlingar. Han var även verksam som översättare och det har förmodats, att han utarbetade sin fars anteckningar om Peter den store.